# José Morató y Grau
Joseph Morató y Grau (Gerona, 1875-Barcelona, 1918) fue un escritor y periodista español.

## Biografía
Nació el 13 de diciembre de 1875 en Gerona.  Redactor jefe durante muchos años de La Veu de Catalunya, escribió obras para el teatro catalán, entre ellas el drama La jova. Falleció hacia mediados de octubre de 1918 en Barcelona, el día 16,a causa de la pandemia de gripe de aquel año.